# La quinta stagione (Fulvio Tomizza)
La quinta stagione è un romanzo dell'autore italiano Fulvio Tomizza del 1965.
Lo stesso anno il libro è stato tra i finalisti del premio Campiello. È stato poi tradotto in croato e in tedesco.

## Trama
(incipit del romanzo)
Stefano è un bambino che vive nel paese istriano di Giurizzani; il padre è un negoziante di etnia italiana di ferventi sentimenti fascisti mentre la madre è slava, originaria dell'Istria interna. Passa il suo tempo giocando assieme agli altri ragazzini del paese; uno dei loro giochi preferiti è quello della guerra, di cui sentono parlare nei discorsi dei "grandi" e nei proclami ufficiali del regime.
Dopo l'8 settembre 1943 la zona è attraversata da militari italiani allo sbando, che si disfano di armi e uniformi per rivestirsi di abiti borghesi; i ragazzi possono così usare del vero materiale bellico nelle loro finzioni. Al loro entusiasmo fa però da contraltare la preoccupazione degli adulti, che temono una reazione da parte dei tedeschi e si organizzano per difendere il paese. Un giovane, Villi, entra nella Resistenza e compie azioni coraggiose assieme ai partigiani slavi; arrivano però anche notizie preoccupanti, come quelle dei primi infoibamenti, e quando i tedeschi arrivano in forze a Giurizzani radunano gli uomini validi come a minacciare una rappresaglia, che tuttavia, anche grazie al padre di Stefano, non avviene, a differenza che in altri luoghi. Gli abitanti cercano di trovare un modus vivendi con gli occupanti: non mancano i collaborazionisti e le ragazze del luogo che concedono le proprie grazie ai soldati teutonici. 
Un segno del deterioramento della situazione bellica è dato dai bombardamenti che colpiscono la cittadina costiera di Umago e un piroscafo di linea della società San Marco, provocando una strage di civili, anche della zona, benché nessuno di Giurizzani. Villi, ritenuto erroneamente morto a causa di uno stratagemma ch'egli stesso aveva escogitato per evitare rappresaglie sui suoi famigliari, e divenuto un membro importante della Resistenza jugoslava torna brevemente in paese per preparare il terreno in vista del futuro ritiro della Wehrmacht; il fatto che sia ancora vivo fa tirare un sospiro di sollievo al padre di Stefano, che gli dà ricetto anche per farsi perdonare i suoi trascorsi fascisti.
Le forze di occupazione finalmente si ritirano e Stefano entra in seminario, com'era nelle sue aspirazioni.

## Edizioni
- Fulvio Tomizza, La quinta stagione, collana Narratori italiani, Milano, Mondadori, 1965.
- Fulvio Tomizza, La quinta stagione, collana Narrativa moderna, a cura di Francesco Aquilino, n. 54, Milano, Edizioni scolastiche Bruno Mondadori, 1977.
- Fulvio Tomizza, La quinta stagione, collana Scrittori italiani e stranieri, Milano, Mondadori, 1987, ISBN 88-04-30028-0.
- (HR) Fulvio Tomizza, Peto godišnje doba, collana Hit junior, traduzione di Omer Lakomica, n. 38, Zagreb, Znanje, 1990, ISBN 8631302287.
- (DE) Fulvio Tomizza, Die fünfte Jahreszeit, traduzione di Maria Fehringer, Wien, Zsolnay, 1997, ISBN 3552048375.
- Fulvio Tomizza, La quinta stagione, collana Oscar Narrativa, n. 1636, Milano, Mondadori, 1997, ISBN 88-04-42713-2.
- Fulvio Tomizza, La quinta stagione, collana Biblioteca Novecento. Tascabili Marsilio, prefazione di Helena Janeczek, n. 308, Venezia, Marsilio, 2012, ISBN 978-88-317-0974-3.